# Джонс, Люси
Люси Джонс (англ. Lucie Jones; род. 20 марта 1991, Кардифф, Уэльс) — валлийская певица, актриса и модель. Представительница Великобритании на «Евровидении-2017» в Киеве с песней «Never Give Up on You».

## Жизнь и карьера
Люси родилась в пригороде Кардиффа. Была частью скаутского движения города и в 2007 года принимала участие в международном скаутском слете Джамбори.

### «Х-Factor»
Участвовала в 6 сезоне проекта «Х-Factor» в Великобритании. Она прошла в прямые эфиры. В первом эфире исполнила песню Леоны Льюис «Footprints in the Sand». Выбыла в 5 эфире, после того, как попала в номинацию вместе с Jedward. После ухода Люси с проекта 1113 зрителей пожаловались на канал, обвинив тот в фальсификации результатов в пользу группы.

## «Евровидение-2017»
В январе было объявлено, что Люси стала одной из шести финалистов британского национального отбора на «Евровидение-2017». Один из авторов её песни «Never Give Up on You» — победительница конкурса 2013 года Эммили Де Форест. 27 января 2017 она выиграла национальный отбор и получила право представлять страну на «Евровидении-2017» в Киеве. Люси выступила сразу в финале конкурса, где заняла 15 место, набрав 111 баллов.
| Выступления и результаты на «Х-Factor» | Выступления и результаты на «Х-Factor»                       | Выступления и результаты на «Х-Factor» | Выступления и результаты на «Х-Factor» |
| Шоу                                    | Выбранная песня                                              | Тема                                   | Результат                              |
| -------------------------------------- | ------------------------------------------------------------ | -------------------------------------- | -------------------------------------- |
| Прослушивание                          | «I Will Always Love You» — Уитни Хьюстон                     | н/д                                    | Прошла дальше                          |
| Тренировочный лагерь (Шоу 1)           | «Hero» — Мэрайя Кэри                                         | н/д                                    | Прошла дальше                          |
| Тренировочный лагерь (Шоу 2)           | «Hurt» — Кристина Агилера                                    | н/д                                    | Прошла дальше                          |
| Дома судей                             | «Anything for You» — Глория Эстефан feat Miami Sound Machine | н/д                                    | Прошла дальше                          |
| Прямой эфир 1                          | «Footprints in the Sand» — Леона Льюис                       | Музыкальные герои                      | Прошла (4-я)                           |
| Прямой эфир 2                          | «How Will I Know» — Уитни Хьюстон                            | Дивы                                   | Прошла (6-я)                           |
| Прямой эфир 3                          | «My Funny Valentine» — Элла Фитцджеральд                     | Большая группа                         | Прошла (3-ья)                          |
| Прямой эфир 4                          | «Sweet Child o’ Mine» — Guns N’ Roses                        | Рок                                    | Прошла (7-я)                           |
| Прямой эфир 5                          | «This Is Me» — Деми Ловато feat Джо Джонас                   | Песни из фильмов                       | В номинации (8-я)                      |
| Прямой эфир 5                          | «One Moment in Time» — Уитни Хьюстон                         | Песня за выживание                     | Выбыла (Восьмое место)                 |